# Jozef Peeters
Jozef Peeters (1895–1960) fue un pintor, grabador y artista gráfico belga. 
En 1913, Jozef Peeters asistió por un corto tiempo a la Real Academia de Bellas Artes de Amberes, pero se interesó principalmente por sus propios experimentos. En 1914 comienza a pintar paisajes y retratos luministas. De 1915 a 1917 recurrió a obras simbólicas inspiradas en la teosofía. 
En 1918 conoce a Filippo Tommaso Marinetti, quien le convenció de unirse al movimiento futurista. Con Edmond Van Dooren y Jan Cockx, Jozef Peeters estableció el grupo de "Arte moderno" en septiembre de 1918. El grupo pudo establecer contactos internacionales con la galería  "Der Sturm" en Alemania. También organizó tres congresos de arte con exposiciones. 
En 1920, Jozef Peeters presenta su primer cuadro abstracto. Se le considera, junto a Karel Maes, uno de los primeros pintores abstractos belgas. Al año siguiente publicó su primer álbum con seis linograbados. Jozef Peeters también participó en varias exposiciones internacionales de arte, entre ellas la Exposición internacional en Ginebra (1921) y la Primera exposición de arte moderno en Bucarest (1924). 
En 1924, trabajó en la decoración de interiores y diseñó los muebles para su nueva casa. 
Jozef Peeters también estaba comprometido con las publicaciones de arte. En 1921, en cooperación con Geert Pijnenburg y Michel Seuphor, publica el Het Overzicht (The Panorama) en Amberes. En abril de 1925, Jozef Peeters crea la revista " De Driehoek " (El Triángulo), que apoya el arte constructivista. 
En 1930 abandona la pintura y todas las demás actividades artísticas. 